# ادیپ شهریار (فیلم ۱۹۶۸)
«ادیپ شهریار» (انگلیسی: Oedipus the King (1968 film)) یک فیلم است که در سال ۱۹۶۸ منتشر شد. از بازیگران آن می‌توان به کریستوفر پلامر اشاره کرد.